# Аладин (франчайз)
Аладин (на английски: Aladdin) е американски медиен франчайз, собственост на Уолт Дисни Къмпани, състоящ се от филмова поредица и допълнителни медии. Началото на франчайза е дадено с едноименния американски анимационен филм от 1992 г. , който е базиран на приказката Аладин и вълшебната лампа от Хиляда и една нощ и е режисиран от Рон Клемънтс и Джон Мъскър. Успехът на филма води до две продължения, издадени директно на видео и DVD, телевизионен сериал (който има кросоувър епизод с анимационния сериал Херкулес), мюзикъл на Бродуей, игрален римейк, различни атракциони и тематични зони в парковете на „Дисни“, няколко видеоигри и стоки, наред с други свързани произведения.

## Филми
| Филм                               | Премиера                        | Режисьор(и)                            | Сценаристи                                                                                         | Продуценти                      |
| Пълнометражни анимационни филми    | Пълнометражни анимационни филми | Пълнометражни анимационни филми        | Пълнометражни анимационни филми                                                                    | Пълнометражни анимационни филми |
| ---------------------------------- | ------------------------------- | -------------------------------------- | -------------------------------------------------------------------------------------------------- | ------------------------------- |
| Аладин                             | 25 ноември 1992                 | Джон Мъскър и Рон Клемънтс             | Рон Клемънтс, Джон Мъскър, Тед Елиът и Тери Росио                                                  | Джон Мъскър и Рон Клемънтс      |
| Аладин и завръщането на Джафар     | 20 май 1994                     | Тоби Шелтън, Тад Стоунс и Алън Зейслав | Кевин Кембъл, Майрит Колао, Бил Моц, Стив Робъртс, Дев Рос, Боб Рот, Джан Стърнад и Брайън Суенлин | Тад Стоунс и Алън Зейслав       |
| Аладин и царят на разбойниците     | 13 август 1996                  | Тад Стоунс                             | Марк Макоркъл и Робърт Шули                                                                        | Тад Стоунс и Джани Ръсел        |
| Игрални филми                      |                                 |                                        | |                                 |
| Аладин                             | 24 май 2019                     | Гай Ричи                               | Джон Огъст и Гай Ричи                                                                              | Дан Лин и Джонатан Айрик        |
| Неозаглавено продължение на Аладин | TBA                             | Гай Ричи                               | TBA                                                                                                | Дан Лин и Джонатан Айрик        |
| Спин-оф игрален филм               |                                 |                                        | |                                 |
| Неозаглавен филм                   | TBA                             | TBA                                    | Джордан Дън и Майкъл Квейм                                                                         | Джордан Дън и Майкъл Квейм      |

### Анимационни

#### Аладин(1992)
Аладин е първият филм от франчайза. Продуциран е от Уолт Дисни Фичър Анимейшън и е издаден на 25 ноември 1992 г. от Уолт Дисни Пикчърс. Филмът е режисиран от Рон Клемънтс и Джон Мъскър, които са и продуценти, и принадлежи към ерата, известна като Ренесанс на „Дисни“. Базиран на арабската народна приказка Аладин и вълшебната лампа от Хиляда и една нощ, сюжетът проследява безпризорния Аладин, докато се опитва да спечели любовта на принцеса Жасмин, след като се сдобива с вълшебна лампа.

#### Аладин и завръщането на Джафар(1994)
Аладин и завръщането на Джафар е първото продължение на Аладин, издадено директно на видео и DVD. Филмът е продуциран от Уолт Дисни Телевижън Анимейшън и е издаден на 20 май 1994 г. от Уолт Дисни Хоум Видео. Режисьори са Тоби Шелтън, Тад Стоунс и Алън Зейслав. Сюжетът се фокусира главно върху Джафар, който търси начин да си отмъсти на Аладин. Този път обаче Яго е на страната на Аладин, а Абис Мал става новият последовател на Джафар. Сега Аладин трябва да намери начин да осуети Джафар с неговата неограничена сила на джин.

#### Аладин и царят на разбойниците(1996)
Аладин и царят на разбойниците е второто и последно продължение на Аладин, издадено директно на видео и DVD. Режисиран е от Тад Стоунс и е издаден на 14 август 1996 г. от Уолт Дисни Хоум Видео. Историята завършва, когато Аладин и Жасмин са на път да направят сватбата си и Аладин открива, че баща му е все още жив и е водачът на четиридесетте разбойници.

### Игрални

#### Аладин(2019)
На 24 май 2019 г. е премиерата на игралния римейк Аладин, режисиран от Гай Ричи, със сценарий от Джон Огъст и Гай Ричи, продуциран от Дан Лин и Джонатан Айрик, с участието на Мена Масуд като Аладин, Наоми Скот в ролята на принцеса Жасмин, Маруан Кензари като Джафар и Уил Смит в ролята на Джина.

#### Неозаглавено продължение наАладин
На 12 август 2019 г. продуцентът Дан Лин обявява продължение и разкрива, че „Дисни“ е в ранен етап на разработването му. Студиото също така се надява да върне Гай Ричи като режисьор и Уил Смит да повтори ролята си на Джина, като същевременно разказва история, която е „свежа и нова“. На 12 февруари 2020 г. е обявено, че Ричи ще се завърне като режисьор, а Лин и Джонатан Айрик ще са продуценти. Освен това Райън Халприн се присъединява към филма като изпълнителен продуцент.

#### Неозаглавен спин-оф филм
На 6 декември 2019 г. Холивуд Рипортър съобщава, че „Дисни“ е в ранните етапи на разработване на спин-оф на Аладин за Дисни+, съсредоточен върху принц Андерс, като Джордан Дън и Майкъл Кваме са сценаристи, а Били Магнусен ще повтори ролята.

#### Джинове
На 15 юли 2015 г. е съобщено, че се разработва игрална предистория на филма от 2019 г. под заглавието Джинове. Обявено е, че новият филм се фокусира върху джиновете и тяхното царство и ще разкрие как джинът на Аладин се е озовал в лампата. Филмът е написан от Деймиън Шанън и Марк Суифт. Трип Винсън е продуцент чрез Винсън Филмс.

### Допълнителна информация за екипа и продукцията
| Филм                           | Екип/Детайли             | Екип/Детайли | Екип/Детайли                | Екип/Детайли | Екип/Детайли                      | Екип/Детайли | Екип/Детайли |
| Филм                           | Композитор(и)            | Оператор     | Монтаж                      | Продуцентска компания | Разпространител                   | Времетраене  |              |
| ------------------------------ | ------------------------ | ------------ | --------------------------- | --- | --------------------------------- | ------------ | ------------ |
| Аладин                         | Алън Менкен              |              | Марк Хестър Х. Лий Питърсън | Уолт Дисни Фичър Анимейшън | Буена Виста Пикчърс               | 91 минути    |              |
| Аладин и завръщането на Джафар | Марк Уотърс              |              | Робърт Бишърд Елън Орсън    | Уолт Дисни Студиос Хоум Ентъртейнмънт Уолт Дисни Телевижън Анимейшън Уолт Дисни Анимейшън Австралия Уолт Дисни Анимейшън Япония Диснитуун Студиос | Уолт Дисни Хоум Видео             | 67 минути    |              |
| Аладин и царят на разбойниците | Марк Уотърс Карл Джонсън |              | Елън Орсън                  | Уолт Дисни Хоум Ентъртейнмънт Уолт Дисни Телевижън Анимейшън Уолт Дисни Анимейшън Австралия Диснитуун Студиос                                     | Уолт Дисни Хоум Видео             | 78 минути    |              |
| Аладин                         | Алън Менкен              | Алън Стюарт  | Джеймс Хърбърт              | Уолт Дисни Пикчърс Райдбак | Уолт Дисни Студиос Моушън Пикчърс | 128 минути   |              |

## Сериали

### Аладин(1994–1995)
Малко след Аладин и завръщането на Джафар е създаден анимационен сериал. Епизодите се фокусират върху приключенията на Аладин след събитията от втория филм. Продуциран от Тад Стоунс и Алън Зейслав, сериалът се излъчва от 6 февруари 1994 г. до 25 ноември 1995 г., като първоначално е излъчен по Дисни Ченъл, преди да бъде излъчен по Си Би Ес. По-късно е повторен по Дисни Ченъл и Туун Дисни.

### Наследниците(2015–2019)
Наследниците е оригинална филмова поредица на Дисни Ченъл, базирана на живота на децата на различни герои и злодеи на „Дисни“, когато посещават едно и също подготвително училище. Джафар се появява в първия филм, както и синът му, Джей, който допълнително се появява в двете му продължения.

### Други
Героите от Аладин по-късно са включени в кросоувър епизода Херкулес и арабската нощ от анимационния сериал Херкулес и са включени като гости в телевизионния сериал Клуб Маус и свързани произведения към тези сериали – Джафар е водачът на злодеите в Къщата на злодеите на Мики.

## Аграба
Аграба е измислен султанат, в който се развива действието във франчайза Аладин. Първоначално действието на Аладин трябва да се развива в иракския град Багдад, но след войната в Персийския залив, името Аграба е избрано като приблизителна анаграма на името на град Багдад.

## Прием

### Боксофис
| Филм   | Премиера        | Боксофис бруто | Боксофис бруто  | Боксофис бруто | Бюджет       | Източници |
| Филм   | Премиера        | САЩ и Канада   | Други територии | Световен мащаб | Бюджет       | Източници |
| ------ | --------------- | -------------- | --------------- | -------------- | ------------ | --------- |
| Аладин | 25 ноември 1992 | $217,350,219   | $287,700,000    | $504,050,219   | $28,000,000  | [ 24 ]    |
| Аладин | 24 май 2019     | $355,559,216   | $695,134,737    | $1,050,693,953 | $183,000,000 | [ 25 ]    |
| Общо   |                 | $572 905 435   | $982 834 737    | $1 554 744 172 | $211 000 000 |           |

### Представяне на домашни медии
| Филм                           | Видео издание   | Продажби на видео в САЩ | Продажби на видео в САЩ | Продажби на видео в САЩ | Продажби на видео в САЩ | Приходи от продажби в САЩ |
| Филм                           | Видео издание   | VHS                     | DVD                     | Blu-ray                 | Всички формати          | Приходи от продажби в САЩ |
| ------------------------------ | --------------- | ----------------------- | ----------------------- | ----------------------- | ----------------------- | ------------------------- |
| Аладин                         | 1 октомври 1993 | 30,000,000              | 2,820,000               | 1,807,236               | 34 627 236              | $747 891 827              |
| Аладин и завръщането на Джафар | 20 май 1994     | 15,000,000              | Неизвестно              | Неизвестно              | 15,000,000+             | $344 850 000              |
| Аладин и царят на разбойниците | 13 август 1996  | 10,300,000              | Неизвестно              | Неизвестно              | 10,300,000+             | $257 397 000              |
| Общо                           |                 | 55 300 000              | 2,820,000+              | 1,807,236+              | 59 927 236+             | $1 350 138 827            |

| Филм   | Издаване       | Нетни приходи | Изт.   |
| ------ | -------------- | ------------- | ------ |
| Аладин | 27 август 2019 | $345,000,000  | [ 35 ] |

### Критичен и обществен отговор
| Филм                           | Година | Критици          | Критици        | Публика     | Публика  |
| Филм                           | Година | Rotten Tomatoes  | Metacritic     | CinemaScore | PostTrak |
| ------------------------------ | ------ | ---------------- | -------------- | ----------- | -------- |
| Аладин                         | 1992   | 94% (74 мнения)  | 86 (25 мнения) | A+          | н/д      |
| Аладин и завръщането на Джафар | 1994   | 33% (12 мнения)  | н/д            | н/д         | н/д      |
| Аладин и царят на разбойниците | 1996   | 33% (12 мнения)  | н/д            | н/д         | н/д      |
| Аладин                         | 2019   | 57% (383 мнения) | 53 (50 мнения) | A           | 90%      |